# Джеффрі де Ланге
Джеффрі де Ланге (нід. Jeffrey de Lange; нар. 1 квітня 1998, Амстелвен, Нідерланди) — нідерландський футболіст, воротар французького клубу «Марсель».

## Ігрова кар'єра

### Клубна
Джеффрі де Ланге є вихованцем футбольної школи столичного «Аякса», де він грав з семирічного віку. В період з 2015 по 2017 роки де Ланге був резервним воротарем «Йонг Аякс».
У 2017 році воротар відхилив пропозицію нового контракту від «Аякса» і перейшов до «Твенте». Кілька разів продовжував з клубом дію контракту але за чотири сезони провів лише дві ігри в чемпіонаті Нідерландів. 
Влітку 2022 року де Ланге підписав трирічний контракт з клубом Ередивізі «Гоу Егед Іглз» і 7 серпня дебютував у складі нової команди. З першого сезону де Ланге став основним воротарем команди.
В серпні 2024 року де Ланге перейшов до французького «Марселя».

### Збірна
З 2013 року Джеффрі де Ланге захищав кольори юнацьких збірних Нідерландів.

## Досягнення
Особисті досягнення
- Команда місяця Ередивізі: березень 2024[6]